# Caesi bromide
Caesi bromide là một hợp chất của caesi và brom với công thức phân tử CsBr. Đó là một chất rắn trắng hoặc trong suốt với điểm nóng chảy 636 °C và dễ tan trong nước. Tinh thể số lượng lớn của nó có cấu trúc khối giống cấu trúc tinh thể của CsCl, nhưng cấu trúc thay đổi thành kiểu halit khi trên các phim mỏng cỡ nanomet bằng mica, với nền là chất LiF, KBr hoặc NaCl.

## Tổng hợp
Caesi bromide có thể được điều chế bằng các phản ứng sau:
- Trung hòa:

CsOH (dd) + HBr (dd) → CsBr (dd) + H2O (l)
Cs2(CO3) (dd) + 2 HBr (dd) → 2 CsBr (dd) + H2O (l) + CO2 (k)
- Tổng hợp trực tiếp:

2 Cs (rắn) + Br2 (khí) → 2 CsBr (rắn)
Phản ứng tổng hợp trực tiếp rất mạnh mẽ. Do chi phí cao nên nó không được sử dụng để điều chế.

## Ứng dụng
Caesi bromide đôi khi được sử dụng trong quang học như là một thành phần gương bán mạ trong quang phổ kế dải rộng.

## Sách tham khảo
- Haynes, William M., biên tập (2011). CRC Handbook of Chemistry and Physics (ấn bản thứ 92). Boca Raton, FL: CRC Press. ISBN 1439855110.